# دورورو (فیلم)
دورورو (انگلیسی: Dororo) فیلمی است که در سال ۲۰۰۷ منتشر شد. از بازیگران آن می‌توان به ساتوشی تسومابوکی، کو شیباساکی، کی‌ایچی ناکای، یوشیو هارادا و ایتا اشاره کرد.